# Dvor pri Polhovem Gradcu
Dvor pri Polhovem Gradcu – wieś w Słowenii, w gminie Dobrova-Polhov Gradec. W 2018 roku liczyła 148 mieszkańców.